# Cladosporium lacroixii
Cladosporium lacroixii är en svampart som beskrevs av Desm. 1860. Cladosporium lacroixii ingår i släktet Cladosporium och familjen Davidiellaceae.   Inga underarter finns listade i Catalogue of Life.